# إعلان بدء عملية استقلال كاتالونيا
إعلان بدء عملية استقلال كاتالونيا بعد فوز الأحزاب المؤيدة للاستقلال بأغلبية المقاعد في الانتخابات الكاتالونية في 27 سبتمبر 2015، صدر إعلان بدء عملية استقلال كاتالونيا في 9 نوفمبر 2015. الإعلان يعلن بدء عملية إنشاء دولة كاتالونية مستقلة في شكل جمهورية ويعلن بدء عملية تأسيسية تشاركية ومنفتحة ومتكاملة وفعالة من أجل وضع الأساس للدستور الكتالوني المستقبلي.
تم تمرير الإعلان بأغلبية 72 صوتًا مقابل 63 صوتًا وعدم امتناع أحد عن التصويت في برلمان كتالونيا.
في 9 يونيو 2017 أعلنت الحكومة الكتالونية موعد استفتاء الاستقلال. تم إعلانه غير قانوني في 6 سبتمبر 2017 وتم تعليقه من قبل المحكمة الدستورية الإسبانية لأنه انتهك الدستور الإسباني لعام 1978. تم عقده في 1 أكتوبر من نفس العام باستخدام عملية تصويت متنازع عليها، مما أدى إلى 90٪ من الأصوات تصوت لصالح الاستقلال مع إقبال 42.58٪ من المسجلين. بعد ذلك وافقت المفوضية الأوروبية على أن الاستفتاء غير قانوني.